# Tonggu (köping i Kina, Guangxi)
Tonggu (kinesiska: 同古镇, 同古) är en köping i Kina. Den ligger i den autonoma regionen Guangxi, i den södra delen av landet, omkring 340 kilometer nordost om regionhuvudstaden Nanning. Antalet invånare är 19561. Befolkningen består av 9 339 kvinnor och 10 222 män. Barn under 15 år utgör 26,0 %, vuxna 15-64 år 62 %, och äldre över 65 år 11,0 %.
Genomsnittlig årsnederbörd är 2 260 millimeter. Den regnigaste månaden är juni, med i genomsnitt 376 mm nederbörd, och den torraste är oktober, med 44 mm nederbörd.